# Kościół Wniebowzięcia Najświętszej Maryi Panny w Uściu nad Łabą
Kościół Wniebowzięcia Najświętszej Maryi Panny (cz. Kostel Nanebevzetí Panny Marie) – rzymskokatolicka świątynia w czeskim mieście Uście nad Łabą.

## Historia
Pierwsza datowana wzmianka o świątyni w tym miejscu pochodzi z 1249. Obecny kościół wzniesiono około 1318 przez niemieckich kolonizatorów. W 1426 roku świątynia ucierpiała podczas wojen husyckich, zniszczeniom uległy wieża oraz korpus nawowy. Prace remontowe rozpoczęto w 1452, trwały do 1530 roku.
Pod koniec XIX wieku kościół poddano renowacji. Wymieniono dach korpusu nawowego z namiotowego na dwuspadowy, zmieniono również zadaszenie wieży. Do 1897 pracami kierował Josef Mocker, po 1897 był to architekt Anton Weber, który przebudował prezbiterium.
Podczas nalotów 17 kwietnia 1945 na kościół zrzucono bombę, a przez zniszczenia kościoła i problemy z jego konstrukcją 65-metrowa wieża odchyliła się od pionu o około 2 metry. 
W 2019 zainstalowano tablicę pamiątkową informującą o odchyleniu wieży.

## Architektura
Świątynia gotycka, trójnawowa, posiadająca układ halowy. Wieża kościoła ma wysokość 65 metrów.

## Galeria

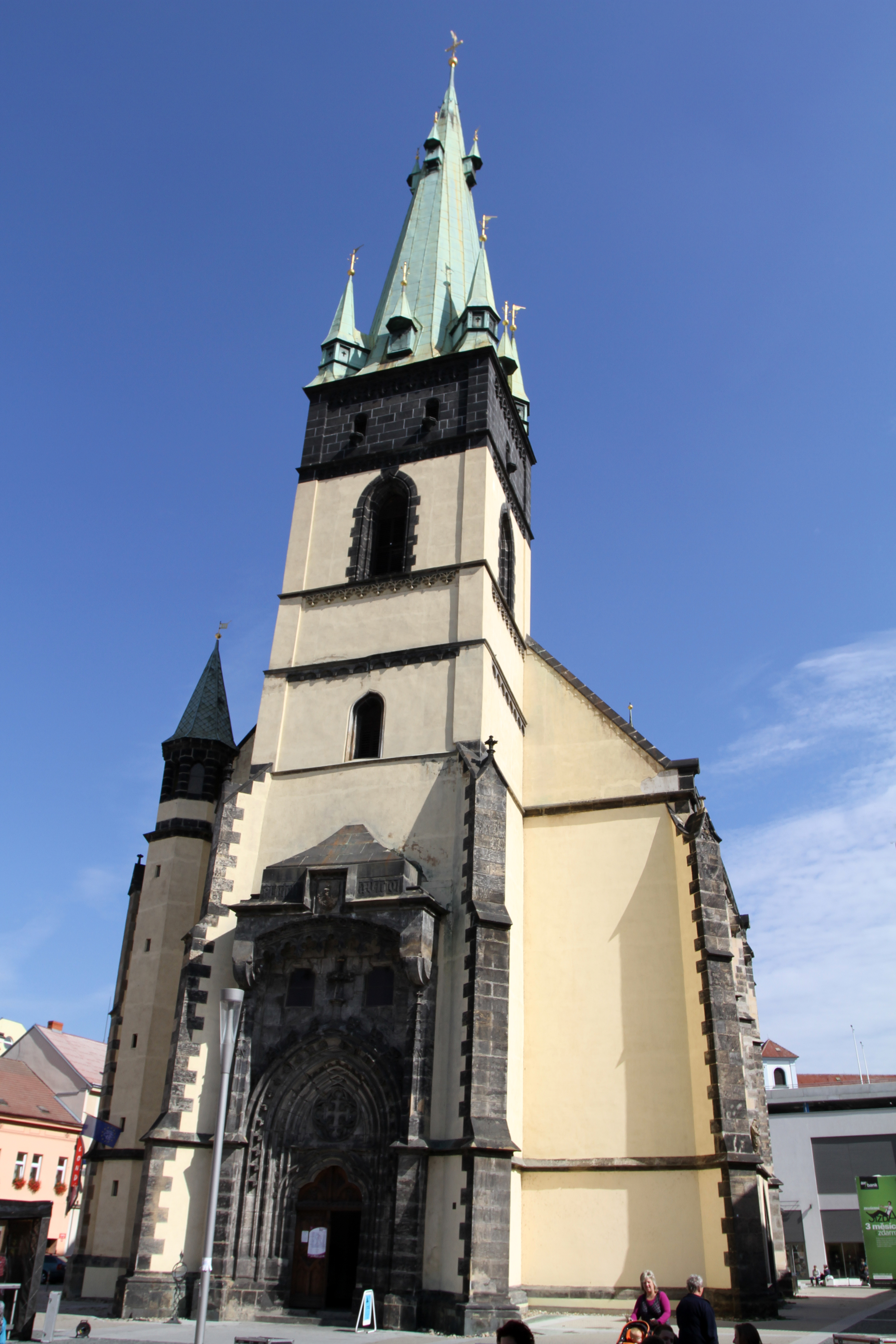
Wieża
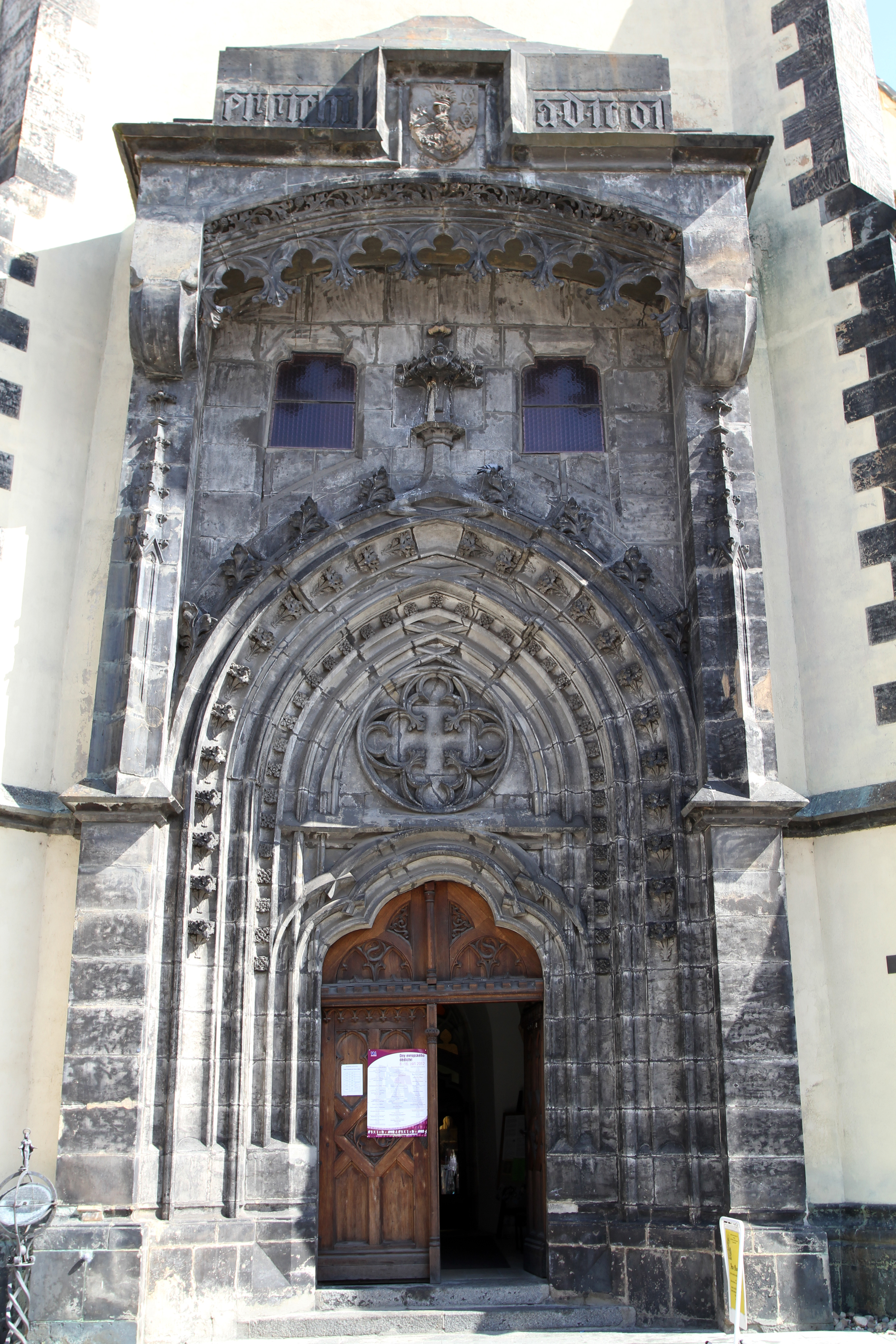
Wejście główne
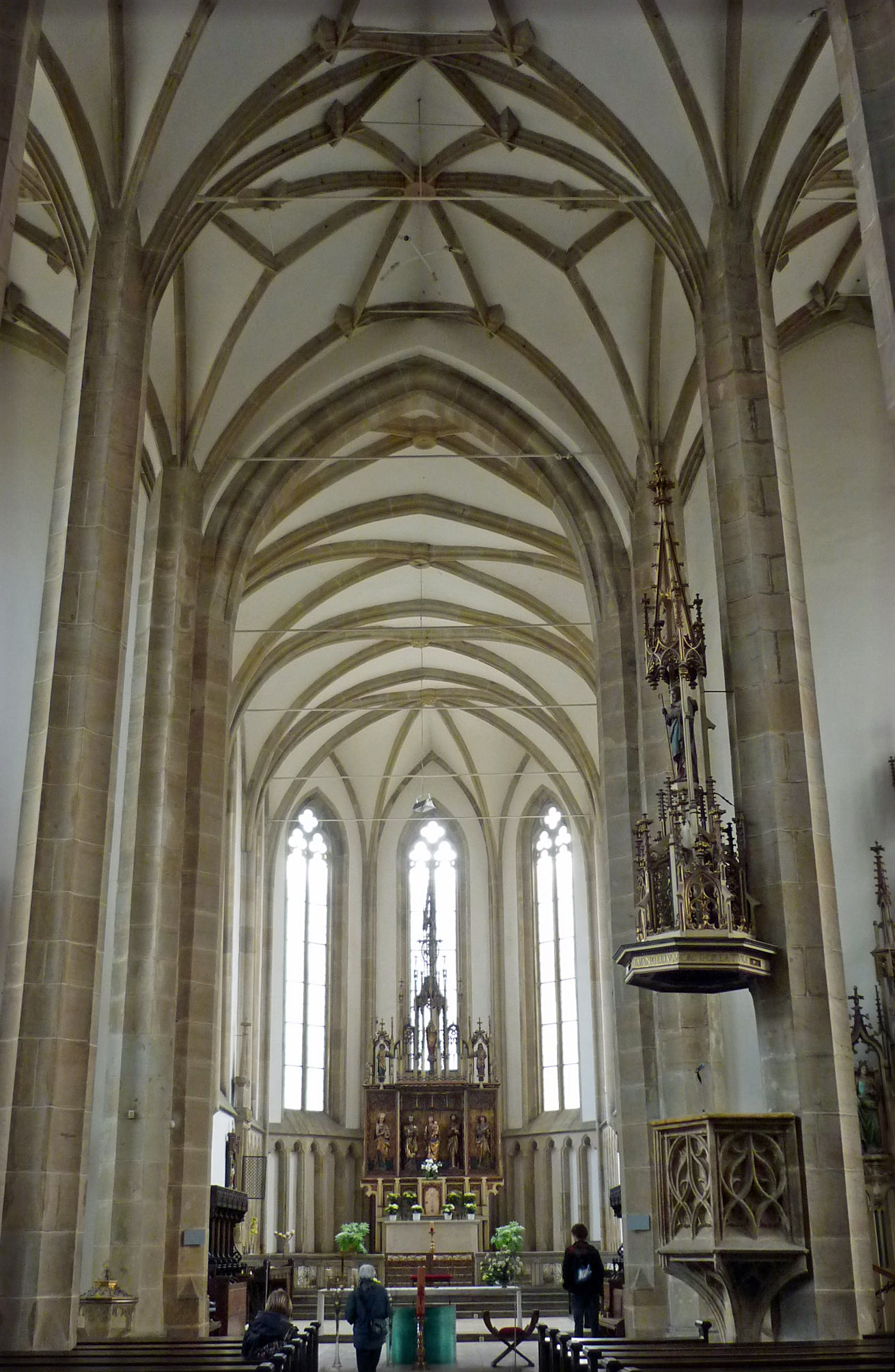
Wnętrze – nawa główna, widok na prezbiterium
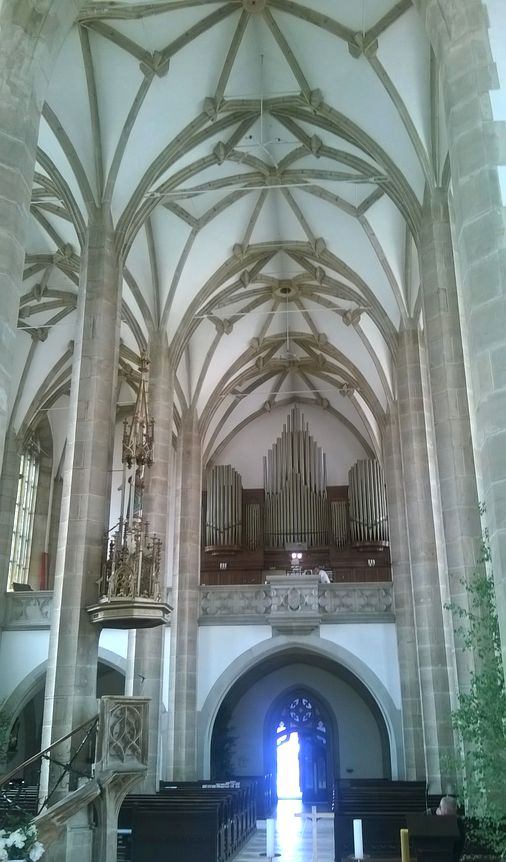
Wnętrze, nawa główna, widok na emporę